# Jana Vöröšová
Jana Vöröšová (* 1980) je česká hudební skladatelka.

## Vzdělání
Vystudovala skladbu na pražské konzervatoři, kde byla žačkou prof. Bohuslava Řehoře. Ve studiu pokračovala a na Hudební fakultě AMU v Praze u prof. Václava Riedlbaucha. Absolvolvovala roční stáž na Koninklijk Conservatoire Brussel a tříměsíční tvůrčí pobyt v Paříži.

## Dílo
Její skladby byly uvedeny na řadě festivalů současné hudby, jako jsou: Contempuls, Forfest, Pražské premiéry (Česká republika), Orfeo (Slovensko), Festival Citta di Castello (Itálie), Festival Calliopé, Présance (Francie), Wein modern (Rakousko).

### Skladby
- 2011 4 haiku, premiéra 2. listopadu 2011
- 2016 Romance, dětská opera, Duncan Centre
- 2018 Písně vrbovýho proutku pro soprán a orchestr. Vítězná skladba skladatelské soutěže České filharmonie.[1] Premiéra: Česká filharmonie, soprán: Vanda Šípová, dirigent Keith Lockhart.[2]
- 2019 Atlas mraků,[3] vítězná skladba druhého ročníku soutěže Pražského jara, světová premiéra 26. května 2019[4]
- 2020 Kdo je živý, tomu hop, provedeno v rámci Roztockého masopustu 2020[5]
- 2021 Chlapeček a Dálka, pro dětský sbor a orchestr, na námět pohádky ze stejnojmenné knihy Daisy Mrázkové.[6] Světová premiéra skladby, která vznikla na objednávku orchestru SOČR, byla plánovaná na 20. prosinec 2021. Pro onemocnění v orchestru byl koncert přeložen na 28. ledna 2022.[7]

## Další práce pro Český rozhlas
V březnu 2019 byla redaktorkou pořadu BáSnění na stanici ČRo Vltava.